# Richter-Rauzervariant
De Richter-Rauzervariant is in de opening van een schaakpartij een variant in de Siciliaanse opening. De variant heeft de ECO-code B60, en de openingszetten zijn
1. e4 c5 (het Siciliaans)
2. Pf3 d6
3. d4 cxd4
4. Pxd4 Pf6
5. Pc3 Pc6
6. Lg5
De variant is vernoemd naar de Russische grootmeester Vsevolod Rauzer (1908-1941) en de Duitse grootmeester Kurt Richter (1900–1969).